# Percy Islands
De Percy Islands zijn een eilandengroep in de Alexanderarchipel in de Alaska Panhandle in het zuidoosten van Alaska in de Verenigde Staten. De eilanden zijn onderdeel van de eilandengroep van de Gravina Islands. 

## Geografie
De eilanden liggen in het zuidoosten van de Clarence Strait nabij het zuidelijk uiteinde van de zeestraat die uitkomt op de Dixon Entrance. Ten noorden van de eilanden ligt Annette Island, ten noordoosten Hotspur Island en ten oosten Duke Island. Ten westen ligt aan de overzijde van Clarence Strait het Prins van Waleseiland. De eilanden liggen voor de monding van de Felice Strait in de Clarence Strait.